# 麻生渡
麻生 渡（あそう わたる、1939年〈昭和14年〉5月15日 - 2025年〈令和7年〉3月15日）は、日本の官僚、政治家。位階は従三位、勲章は旭日大綬章。
第13-16代福岡県知事、第10代全国知事会会長、自治体国際化協会会長、福岡空港ビルディング代表取締役社長、財団法人地域創造理事、特許庁長官などを歴任。同時代の政治家で、元内閣総理大臣の麻生太郎は同姓で同じく福岡県を地元とするが、両者の間に血縁関係はない。

## 人物歴
福岡県戸畑市（現・北九州市戸畑区）出身。福岡県立戸畑高等学校を経て京都大学法学部卒業後、1963年当時の通商産業省に入省。入省同期に牧野力、高島章、秋山收など。
- 1963年（昭和38年）7月 通商産業省大臣官房企画室[1]
- 1965年（昭和40年）7月 同石炭局鉱害課
- 1968年（昭和43年）4月 同大臣官房総務課
- 1970年（昭和45年）7月 同重工業局電子機器電機課[2]
- 1972年（昭和47年）6月 同化学工業局住宅産業課
- 1973年（昭和48年）12月 同貿易局為替金融課
- 1975年（昭和50年）7月 同大臣官房総務課[2]
- 1978年（昭和53年）5月 外務省在連合王国日本国大使館参事官（ロンドン）
- 1981年（昭和56年）5月 通商産業省生活産業局紙業課長
- 1983年（昭和58年）6月 同通商政策局米州大洋州課長[2]
- 1985年（昭和60年）6月 同産業政策局産業資金課長兼民間活力推進室長
- 1986年（昭和61年）6月 同大臣官房企画室長
- 1987年（昭和62年）6月 同大臣官房総務課長[3]
- 1988年（昭和63年）6月 同通商政策局国際経済部長
- 1989年（平成元年）7月 近畿通商産業局長
- 1990年（平成2年）6月 通商産業省通商政策局次長
- 1991年（平成3年）6月 同商務流通審議官
- 1992年（平成4年）6月、特許庁長官
- 1995年（平成7年）統一地方選挙の中で行われた福岡県知事選挙に立候補して当選
- 1999年（平成11年） 福岡県知事選挙で再選
- 2003年（平成15年）福岡県知事選挙で3選。平松守彦（大分県知事）の後任として九州地方知事会会長に就任
- 2005年（平成17年）第10代全国知事会会長となる
昭和22年の全国知事会発足以来初の会長選挙が行われ、増田寛也岩手県知事を8票差で破った。九州地方知事会会長は長崎県の金子原二郎知事に譲った。
- 2006年（平成18年）12月 定例県議会で翌年4月執行の選挙に4選を目指して立候補する意思を表明
政府・与野党は知事の多選が腐敗の温床になるとして、4選以降を目指す候補者については推薦・支持しない方針を決めたことから、麻生自身も「次の選挙はこれまでと違った戦い方をしなければならない」との見方を示した。
- 2007年（平成19年）4月8日 福岡県知事に4選（自民、公明両党が事実上支援）、5月には、他立候補なしで全国知事会会長に再任
- 2009年（平成21年） 全国知事会長に3選
- 2010年（平成22年）10月5日 翌年4月執行予定の知事選挙に立候補せず、任期満了で退任する意向を表明
- 2011年（平成23年）4月22日 任期満了に伴い、福岡県知事ならびに全国知事会会長の職を退任

当初は前任者の奥田八二が社会党系だったのと異なり与野党相乗りとして立候補していたが、途中から民主党は対立候補を擁立するようになり、民主党支持である職員労働組合とも対立するようになった。ただし、ポピュリズム・公務員叩き的姿勢は見られない。全国知事会では、政府と対決する場面が増えていた。
後任知事の小川洋は京都大学・通産省・特許庁長官の後輩であり、麻生から後継指名を受けての立候補・当選である。

### 退任のいきさつ
5選出馬の可能性はぎりぎりまで探っていたが、“地元”北九州市で保守市長が2代続けて5期20年務めたことに非難が集中し“政権交代”に繋がったこともあり、自らへの多選に対する批判が自民党などからも強まっていた。県の後期高齢者医療広域連合発足に絡む福岡県町村会汚職事件で、自らが任命し10年以上その地位にあった当時の副知事が中心的な役割を果たしていたとして逮捕・訴追されたことにより多選批判が決定的になったと、退任の意向を表明した会見で述べた。

### 退任後
知事退任後は、2011年6月にJR九州特別参与、2012年6月に福岡空港ビルディング代表取締役社長に就任。また、2011年8月には、福岡工業大学最高顧問と特別招聘講師に就任。2017年11月3日付の秋の叙勲で、旭日大綬章を受章。
2025年3月15日9時24分、膵臓がんのため、福岡市東区の九州大学病院で死去した。85歳没(享年86歳)。没日付を以て従三位に叙された。

## 選挙結果

### 第16回
- 2007年4月8日執行

※当日有権者数：4,031,520人 最終投票率：49.04%（前回比：+0.79pts）
| 候補者名 | 年齢 | 所属党派 | 新旧別 | 得票数      | 得票率 | 推薦・支持       |
| -------- | ---- | -------- | ------ | ----------- | ------ | ---------------- |
| 麻生渡   | 67   | 無所属   | 現     | 1,121,720票 | 57.7%  |                  |
| 稲富修二 | 36   | 無所属   | 新     | 666,354票   | 34.3%  | 推薦：民主、社民 |
| 平野栄一 | 64   | 無所属   | 新     | 156,228票   | 8.0%   | 推薦：共産       |

### 第15回
- 2003年4月13日執行

※当日有権者数：3,956,132人 最終投票率：48.25%（前回比：-3.09pts）
| 候補者名 | 年齢 | 所属党派 | 新旧別 | 得票数      | 得票率 | 推薦・支持                                                 |
| -------- | ---- | -------- | ------ | ----------- | ------ | ---------------------------------------------------------- |
| 麻生渡   | 63   | 無所属   | 現     | 1,162,836票 | 62.1%  | 推薦：自民、公明、保守新、民主、自由、自由連、福岡県農政連 |
| 今里滋   | 52   | 無所属   | 新     | 710,230票   | 37.9%  |                                                            |

### 第14回
- 1999年4月11日執行

※当日有権者数：3,832,899人 最終投票率：51.34%（前回比：+6.90pts）
| 候補者名 | 年齢 | 所属党派   | 新旧別 | 得票数      | 得票率 | 推薦・支持 |
| -------- | ---- | ---------- | ------ | ----------- | ------ | ---------- |
| 麻生渡   | 59   | 無所属     | 現     | 1,529,882票 | 80.7%  |            |
| 政時輝紀 | 59   | 無所属     | 新     | 186,508票   | 9.8%   |            |
| 中村哲郎 | 51   | 日本労働党 | 新     | 123,266票   | 6.5%   |            |
| 徳川高人 | 38   | 無所属     | 新     | 55,156票    | 2.9%   |            |

### 第13回
- 1995年4月9日執行

※当日有権者数：人 最終投票率：44.44%（前回比：-10.43pts）
| 候補者名   | 年齢 | 所属党派   | 新旧別 | 得票数    | 得票率 | 推薦・支持 |
| ---------- | ---- | ---------- | ------ | --------- | ------ | ---------- |
| 麻生渡     | 55   | 無所属     | 新     | 778,297票 | 50.7%  |            |
| 重富吉之助 | 61   | 無所属     | 新     | 526,745票 | 34.3%  |            |
| 平川二男   | 73   | 無所属     | 新     | 132,068票 | 8.6%   |            |
| 中村哲郎   | 47   | 日本労働党 | 新     | 71,007票  | 4.6%   |            |
| 徳川高人   | 34   | 無所属     | 新     | 27,486票  | 1.7%   |            |

## 受賞
- 産学官連携功労者表彰文部科学大臣賞（2007年）：「九州広域クラスター」（システムLSI設計開発拠点の形成）の推進
- 同表彰日本経済団体連合会会長賞（2009年）：世界初・水素材料に関する先端科学研究センターを設立-世界の頭脳が集結した産学官連携拠点-

## 特技
高校時代から始めた柔道は現在四段。福岡県産米のCMでは福岡県出身の谷亮子と共演したこともある。一方で、囲碁もアマチュア五段の腕前を誇る。